# Bank „Mons Pius” we Lwowie
Bank „Mons Pius” we Lwowie – najważniejsza instytucja finansowa polskich Ormian działająca w latach 1788–1939.
Ormiańskie banki pobożne we Lwowie należą do szczególnych w skali całej historii tego typu instytucji na obszarze dawnej Polski. Działały nieprzerwanie najdłużej z nich, poza Krakowem w latach 1584–1939, czyli trzysta lat. W XVIII wieku reformy józefińskie objęły także działalność kościoła ormiańskiego i związanych z nim instytucji kościelnych w Galicji. Wobec tego w 1781 r. gubernium galicyjskie poleciło urzędowi lwowskiego dystryktu opracować projekt reorganizacji brackich banków pobożnych. W rezultacie w 1788 r. we Lwowie z połączenia czterech banków tzw. „pobożnych” prowadzonych przez ormiańskie bractwa religijne (św. Grzegorza, Najświętszej Pani Marii Niepokalanej, Matki Boskiej Jazłowieckiej, św. Trójcy) powstał bank Mons Pius („Góra miłosierdzia”). Zgodnie z rozporządzeniem władz państwowych, wspomniane cztery banki brackie przekazały swoje kapitały dwóm wspólnie wybranym prowizorom: Janowi Nikorowiczowi i Grzegorzowi Bogdanowiczowi. Łączna suma kapitałów wynosiła wówczas 180 191 florenów. Instytucja otrzymała przywilejem cesarskim status publicznej. Odtąd połączone banki udzielały kredytów pod jedną nazwą: Mons Pius. Dzięki przychylności władz austriackich, w 1792 r. zjednoczono z Mons Pius wszystkie ormiańskie banki pobożne we wschodniej Galicji – w Brzeżanach, Horodence, Łyścu, Śniatyniu, Stanisławowie i Tyśmienicy. W tym samym roku otrzymał on nowy statut, którym posługiwano się do 1918 roku. Procent pobierany od zastawców dorównywał 8%. W ten sposób powstała bardzo ważna dla kościoła ormiańsko-katolickiego instytucja finansowa, która stale pomagała klerowi, ormiańskim organizacjom charytatywnym oraz zajmowała się dofinansowaniem remontów świątyń ormiańskich. Tym samym „Mons Pius” we Lwowie stał się największą instytucją finansową Ormian polskich. Udzielał on kredytów pod zastaw nieruchomości i ruchomości, czyli działał jak klasyczny lombard.
Po kryzysie w okresie wojen napoleońskich, sytuacja finansowa banku po zawarciu traktatu wiedeńskiego w 1815 roku ustabilizowała się. W 1811 roku kapitał banku wynosił tylko 14 103 florenów gotówką i 2156 florenów w obligacjach państwowych. W latach 1812–1829 kapitał powiększył się do 11 744 florenów w gotówce i 4030 florenów w papierach wartościowych, zaś w 1830 r. wynosił 36 378 florenów, a w 1837 r. – 66 915 florenów. W latach 30. XIX wieku przeprowadzono rocznie od 5274 do 6939 operacji bankowych, pożyczek gotówką i przyjęcia pod zastaw kosztowności. Czysty zysk wynosił za osiem lat 30 534 fi., czyli 3816 fi. rocznie. Już w 1842 roku kapitał banku wynosił 50 000 florenów, w 1860 roku – 150 000 florenów, w 1883 roku – 261 974 florenów, zaś 10 lat później – 284 000 florenów, co po zmianie waluty w Austrii stanowiło wartość 555 295 koron. Każdego roku ze swoich dochodów bank przekazywał środki na wspomaganie ormiańskich świątyń i księży, szkoły przy klasztorze benedyktynek ormiańskich. Wspomagano również biednych i sieroty, m.in. w 1876 r. bank przekazał na ten cel 4633 florenów ze swoich dochodów i 1486 florenów z funduszu katedry ormiańskiej we Lwowie. Koniec XIX wieku przyniósł jednak katastrofę finansową spowodowaną nieumiejętną i bez kompetencji prowadzoną polityką ówczesnego dyrektora Mardyrosiewicza, zaufanego księdza ówczesnego arcybiskupa Izaaka Isakiewicza. Prowadzone przez niego spekulacje zamiast zysków, przyniosły stratę niemal połowy kapitału zakładowego – w sumie 288 tysięcy koron. Podczas śledztwa policyjnego udowodniono także, że Mardyrasiewicz pożyczył z kasy banku osobom prywatnym znaczne sumy, nie żądając zwrotu. Nowy od 1901 roku arcybiskup Józef Teodorowicz uznał za jedno ze swych najważniejszych zadań stabilizację sytuacji w banku i odzyskanie przezeń wiarygodności. Zadanie to mieli wykonać nowi kolejni dyrektorzy banku – ksiądz kanonik Wiktor Piotrowicz (1901–1905), ks. kanonik Bogdan Dawidowicz (1905–1912) i Michał Teodorowicz (1912–1920), wspomagani przez wymienioną gruntownie Radę Nadzorczą. W tej trudnej sytuacji nowemu kierownictwu banku, także dzięki wsparciu władz państwowych, udało się nie tylko przezwyciężyć kryzys zaufania klientów, lecz do 1914 roku znacznie pomnożyć kapitał zakładu. Dalszy pomyślny rozwój banku „Mons Pius” zatrzymała I wojna światowa i upadek Austro-Węgier. Dzieła tego dopełniła hiperinflacja polskiej waluty na początku lat 20. W okresie międzywojennym bank praktycznie pozbawiony kapitału wegetował.